# MIL-STD-105
MIL-STD-105是美國國防部軍用標準提供產品抽樣標準，來自於沃特·安德鲁·休哈特、哈利羅米格和Dodge Roming抽樣檢驗理論和數學公式。除了應用軍事採購程序外，也是世界上應用最普及的抽樣標準，目前最新版本為1989年改版的MIL-STD-105E。

## 歷史

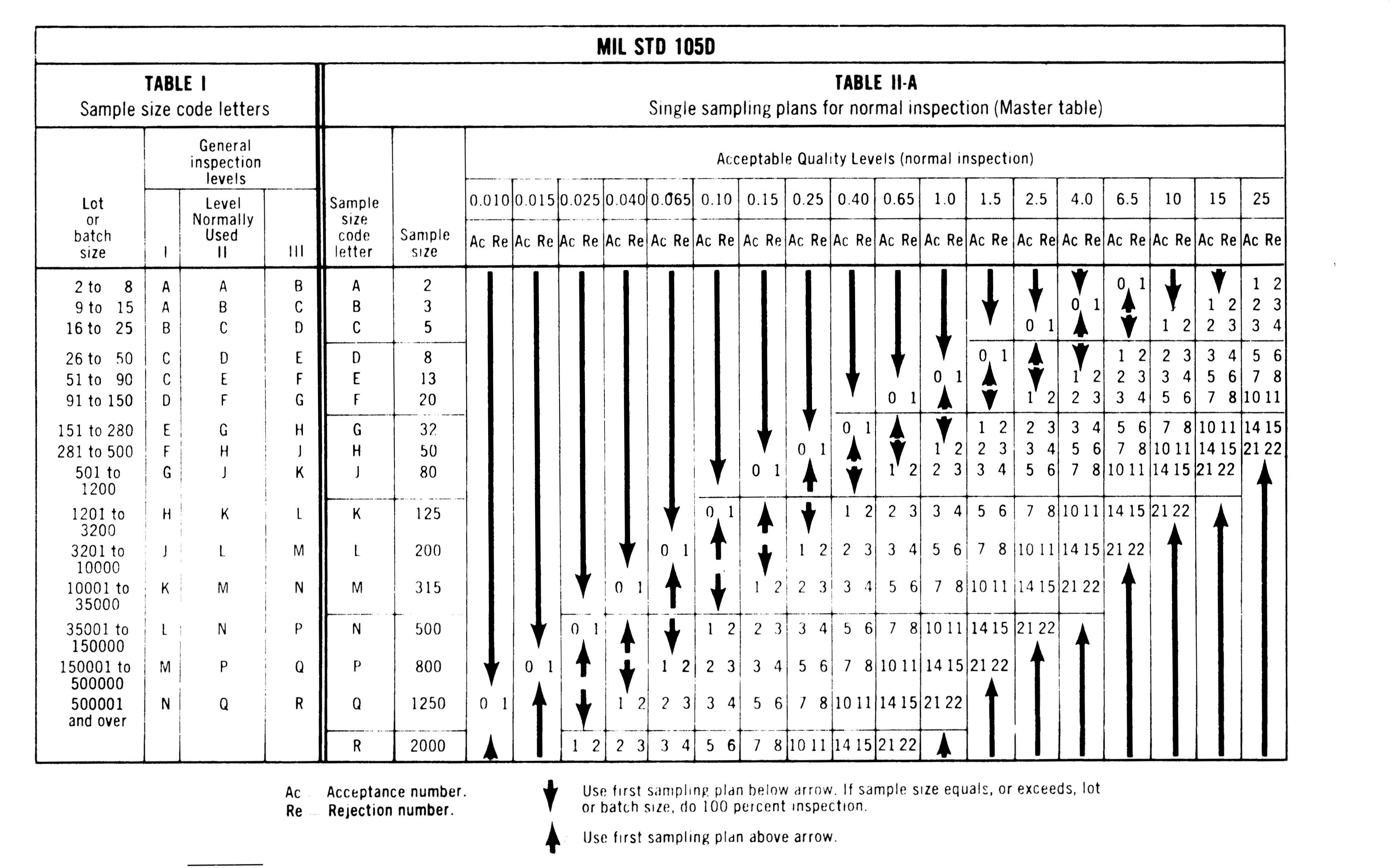
MIL-STD-105 D Quick reference Table, TABLE I and TABLE IIA

- 1949年創立JAN-STD-105(jointarmy-navystandard 105)
- 1950年，JAN-STD-l05被修訂為MIL-STD-l05A。
- 1958年改版Ver.B
- 1961年改版Ver.C
- 1964年，美國、英國和加拿大三國共同修正MIL-STD-105D，稱為ABC-STD-l05(註：ABC代表America、Britain和Canada)。
- 1971年改版Ver.D,，由美國國家標準局(AmericanNationalStandardInstitute,ANSI)將其列入美國國家標準。稱為ANSI/ASQCZ1.4
- 1989年改版Ver.E (現行版本)

## 同等標準
此標準等同於：ISO 2859、ISO 2859-1、ANSI/ASQC Z1.4-2003, , NF06-022, BS6001, DIN40080, GB2828

## 內部連結
- 抽樣
- 合格品質水準（英语：Acceptable quality limit） (AQL,Acceptable quality limit)

## 外部連結
- MIL-STD-105E - Internet Archive
- MIL-STD-105E and MIL-STD-1916 calculators (SQC Online) （页面存档备份，存于）
- Choosing a Sampling Plan: MIL Standard 105D （页面存档备份，存于）